# Терещенко Віктор Кирилович
Терещенко Віктор Кирилович (6 травня 1936, с. Пухівка Броварського району Київської області — 7 січня 2025, Київ) — доктор економічних наук, професор, академік Національної академії аграрних наук України.

## Життєпис
Народився 6 травня 1936 року у селі Пухівка Броварського району Київської області.
У 1963 році закінчив економічний факультет Української сільськогосподарської академії.
Почав працювати директором учбово-дослідного господарства села Іскрисківщина Сумської області.
З 1965 по 1969 рік працював начальником Головного проектного бюро республіканського об'єднання  Укрсільгосптехніки.
З 1969 до 1971 року навчався у аспірантурі Української сільськогосподарської академії.
З 1971 по 2025 рік працював у академії асистентом, старшим викладачем, доцентом, завідувачем кафедри, деканом економічного факультету, завідувачем кафедри аграрної соціології та розвитку села.

## Наукова діяльність
Розробляв теорію біосоціальної концепції розвитку соціально-трудових відносин,  які відповідали б сучасному періоду та забезпечували ефективний розвиток соціально-трудових відносин в аграрному секторі держави
Опублікував  127 наукових та навчально-методичних праць,  14 монографій, 9 підручників і навчальних посібників для вищих навчальних закладів, 26 методичних посібників та навчальних програм. Під його керівництвом підготовлено 24 кандидатські та 3 докторські дисертації.
Помер 7 січня 2025 року.

## Нагороди
- Орден «За заслуги» III ступеня
- Орден «За заслуги» II ступеня (13 листопада 2007 р.)[2].

### Наукові публікації
- Терещенко В. К. (перелік наукових публікацій)// Google-Академія, Процитовано 8.1.2025